# Gripin
Gripin — турецкая рок-группа из Стамбула. Членами коллектива являются Бирол Намоглу, Арда Инджеоглу, Мурат Башдоган и Илкер Балич.

## История
Члены Gripin начинали в 90-х годах как музыкальный коллектив, исполняющий в клубах кавер-версии песен известных американских и турецких рок-исполнителей. Но 1999 году Бирол Намоглу и Эврен Гюльчиг основали группу Gripin.
Начиная с 2000 года, группа стала записывать собственный материал и готовиться к выходу первого альбома Hikayeler Anlatıldı («Истории сказываются»), который вышел в продажу в 2004 году, а в 2005 был выпущен концертный альбом, представляющий собой акустический вариант Hikayeler Anlatıldı. В поддержку дебютного альбома вышло два сингла: Karışmasın Kimseler («Никто не должен стоять между нами») и Elalem («Каждый»).
Следующий альбом под названием Gripin вышел 26 февраля 2007 года. Его отличительной чертой стало содержание большого количества песен, записанных в дуэте с такими исполнителями как Ферман Акгюл из группы maNga, Памела Спенс и Эмре Айдын. Предварительно были выпущены два сингла: Böyle kahpedir dünya («Мир такая шлюха») и Sensiz İstanbul’a Düşmanım («Без тебя я враг Стамбулу»). Композиция Böyle kahpedir dünya несколько недель лидировала в 10 чарт MTV Türkiye.

## Состав
- Бирол Намолу (Birol Namoğlu) — вокал
- Арда Инджеолу (Arda İnceoğlu) — клавишные
- Мурат Башдоан (Murat Başdoğan) — электрогитара
- Илкер Балич (İlker Baliç) — ударные

Выбывшие:
- Эврен Гюльчиг (Evren Gülçığ) — бас-гитара

## Достижения
- Hürriyet Altın Kelebek Ödülleri
  - «лучшая новая группа»
- Istanbul FM Gold Awards 2007
  - «лучшая рок-группа»
  - «лучшая песня» — Sensiz İstanbul’a Düşmanım
- Powertürk müzik ödülleri
  - «лучший дуэт» — Gripin и Эмре Айдын

## Дискография
Студийные
- Hikayeler Anlatildi — 2004 год
- Gripin — 2007 год
- M.S. 05.03.2010 — 2010 год
- Yalnızlığın Çaresini Bulmuşlar

Концертные
- Hikayeler Anlatildi 2 — 2005 год

Синглы
- Karışmasın Kimseler
- Elalem
- Böyle kahpedir dünya
- Sensiz İstanbul’a Düşmanım